# Wilhelm Burgdorf
Wilhelm Burgdorf (Fürstenwalde, 15 de fevereiro de 1895 — Berlim, 2 de maio 1945) foi um oficial alemão. Nascido em Fürstenwalde, Burgdorf serviu como comandante e estado-maior no Exército Alemão durante a Segunda Guerra Mundial.

## Carreira militar
Burgdorf serviu como o comandante do 529º regimento de infantaria de maio de 1940 a abril de 1942. Em maio de 1942, assumiu o cargo de vice-chefe do departamento de pessoal do exército alemão e foi promovido a chefe em outubro de 1944. Ele ocupou esta posição até a sua morte.

### Erwin Rommel
Em Outubro de 1944, Burgdorf também serviu como ajudante-chefe do ditador alemão Adolf Hitler. Como parte dessa função, ele desempenhou um papel-chave na morte do marechal-de-campo Erwin Rommel, o qual foi relacionado com a tentativa de assassinar Hitler com uma bomba de 20 de Julho de 1944. Hitler reconheceu que, enviar o mais popular general do país para um julgamento popular iria provocar um escândalo em toda a Alemanha.
Em 14 de Outubro de 1944, Burgdorf, com o general Ernst Maisel, chegou à casa de Rommel. Burgdorf tinha sido instruído pelo marechal-de-campo Wilhelm Keitel para oferecer uma escolha a Rommel - tomar veneno, e receber um funeral de estado, e obter imunidade para sua família, ou enfrentar um julgamento por traição. Rommel aceitou o suicídio. A família de Rommel recebeu um telefonema dez minutos mais tarde anunciando a sua morte.

### Berlim
Burgdorf permaneceu leal a Hitler até ao fim. Ingressou no Führerbunker em 1945 durante a batalha de Berlim. Muitas das atividades de Burgdorf, em Berlim, neste momento foram documentadas pelos escritos de Gerhardt Boldt, um soldado alemão que escreveu sobre suas observações e experiências no Führerbunker.
Em 28 de abril, quando foi descoberto que Heinrich Himmler estava tentando negociar uma rendição aos aliados através do conde Folke Bernadotte, Burgdorf fez parte de uma corte marcial criada por Hitler para julgar os comparsas de Himmler, que estavam nos arredores da capital alemã. A primeira pessoa a enfrentar este tribunal foi Hermann Fegelein, cunhado de Eva Braun. O general Wilhelm Mohnke presidiu o tribunal que, além de Burgdorf e Mohnke, incluía o general Hans Krebs e o general Johann Rattenhuber.
Em 29 de Abril de 1945, Burgdorf, Joseph Goebbels, Hans Krebs, e Martin Bormann testemunharam a assinatura do testamento e as últimas vontades do Führer.
Em 30 de abril, Hitler se suicidou junto com Eva Braun. Em 1 de Maio, Goebbels se suicidou junto com sua esposa e filhos.
Em 2 de Maio, logo após o suicídio de Hitler e Goebbels, Burgdorf se suicidou. Fez juntamente com o seu colega e estado-maior, Hans Krebs.